# Pellenes hadaensis
Pellenes hadaensis là một loài nhện trong họ Salticidae.
Loài này thuộc chi Pellenes. Pellenes hadaensis được Jerzy Prószyński miêu tả năm 1993.